# Posażki
Posażki (biał. Пасашкі; ros. Посошки) − wieś na Białorusi, w obwodzie mińskim, w rejonie miadzielskim, w sielsowiecie Narocz.

## Historia
W czasach zaborów wieś w gminie Kobylnik, w powiecie święciańskim, w guberni wileńskiej Imperium Rosyjskiego. W 1905 roku liczyła 61 mieszkańców, 48 dziesięcin.
Po I wojnie światowej pod administracją polską, w Zarządzie Cywilnym Ziem Wschodnich. W latach 1920–1922 w składzie Litwy Środkowej.
Od 11 kwietnia 1922 wieś leżała w Polsce, w województwie wileńskim, w powiecie święciańskim, od 1926 roku w powiecie postawskim, w gminie Kobylnik.
W 1931 wieś w 14 domach zamieszkiwało 70 osób.
W 1938 roku miejscowość należała do gromady Leszczyńskie gminy Kobylnik.
Do 1945 w Polsce. Od 1946 roku w granicach Związku Sowieckiego. Od 1991 w niepodległej Białorusi.